# Môi trường lý sinh
Môi trường lý sinh là môi trường sinh học và phi sinh học bao quanh một quần thể hoặc một sinh vật cụ thể, bao gồm nhiều yếu tố có tác động đến sự tồn tại, phát triển cũng như quá trình tiến hóa của chúng. Các môi trường lý sinh có thể được chia nhỏ dựa vào thuộc tính riêng của nó. Ngoài ra, nó có quy mô khác nhau: từ vi mô đến toàn cầu. (Ví dụ: môi trường trên cạn, môi trường trên không, môi trường biển)  Có vô sô môi trường lý sinh, bởi trên thực tế, mỗi cơ thể sống đều có một môi trường riêng.
Thuật ngữ môi trường còn có thể đề cập đến một môi trường toàn liên quan đến nhân loại hoặc một môi trường lý sinh địa phương. (Ví dụ: Cục Bảo vệ Môi sinh môi trường của Vương quốc Anh)

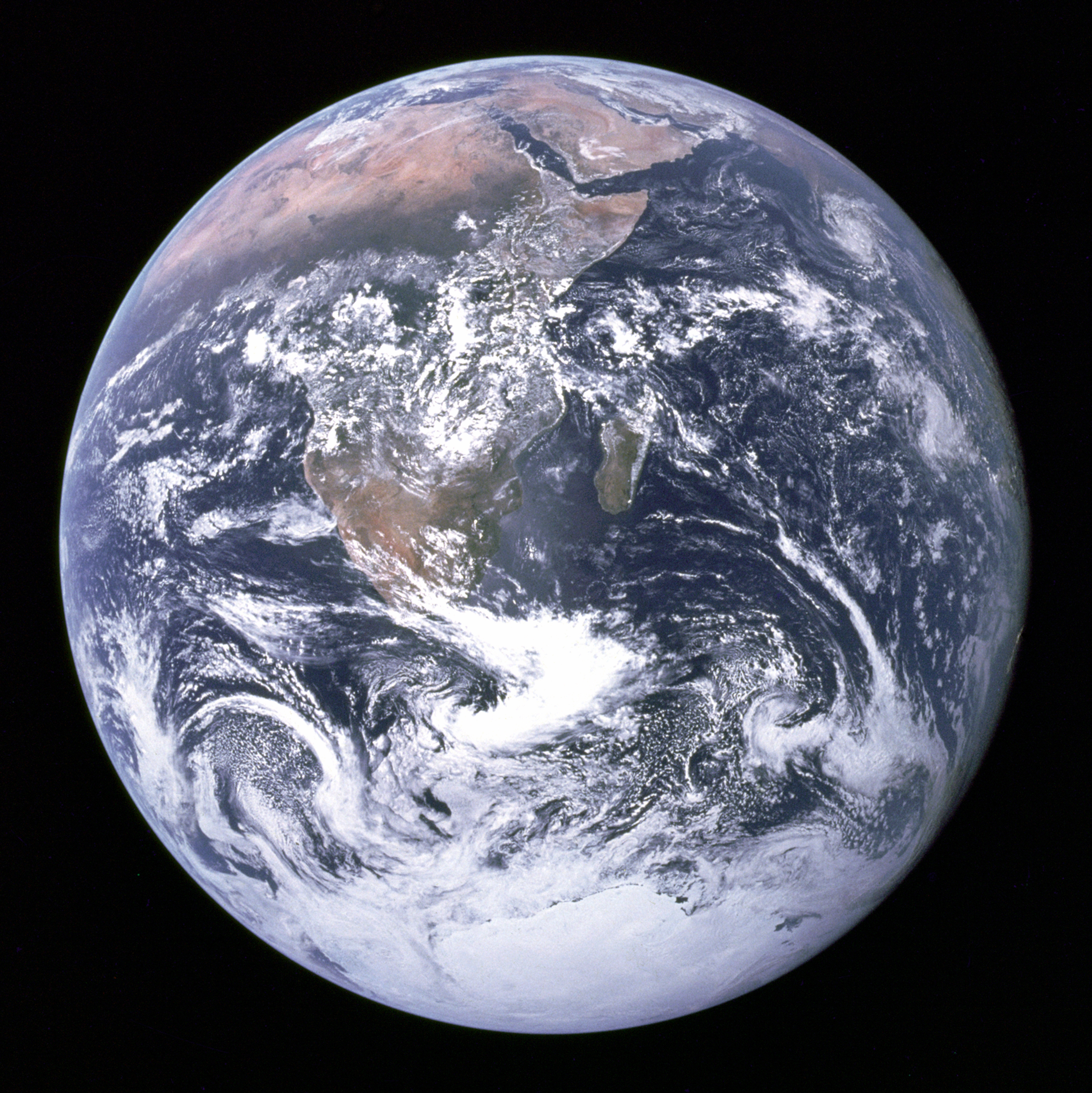
Môi trường

## Sự tương tác giữa sự sống và môi trường
Tất cả sự sống đã và đang tồn tại đều phải thích nghi với mọi điều kiện của môi trường sống. Các yếu tố như ánh sáng, độ ẩm, nhiệt độ hay chất dinh dưỡng trong đất,... đều ảnh hưởng đến các loài sinh vật trong môi trường. Tuy nhiên, cuộc sống luôn thay đổi dưới nhiều hình thức khác nhau và với các điều kiện của nó. Một số thay đổi lâu dài trong lịch sử của các hành tinh đã có ý nghĩa vô cùng quan trọng, sự xuất hiện của oxi trong thành phần các khí quyển là một ví dụ điển hình. Quá trình này bao gồm quá trình phân hủy carbon dioxide bởi các vi sinh vật hiếu khí sử dụng carbon trong quá trình trao đổi chất và giải phóng oxy vào khí quyển. Điều này dẫn đến sự duy trì, tồn tại và phát triển của động thực vật dựa trên oxy.

## Các nghiên cứu liên quan
Khoa học môi trường là nghiên cứu về các tương tác trong môi trường lý sinh. Một phần của ngành khoa học này là nghiên cứu về tác động của nhân loại đối với môi trường.
Sinh thái học, một phân ngành của sinh học và một phần của khoa học môi trường, thường bị nhầm lẫn là nghiên cứu về các tác động do con người gây ra đối với môi trường.
Nghiên cứu môi trường là một ngành học, cụ thể hơn là ngành nghiên cứu một cách có hệ thống về sự tương tác của con người với môi trường xung quanh. Đây là một lĩnh vực nghiên cứu rộng lớn bao gồm:
- Môi trường tự nhiên
- Môi trường xây dựng
- Môi trường xã hội

Chủ nghĩa môi trường được biết đến như một phong trào xã hội, triết học rộng rãi. Tư tưởng chính của chủ nghĩa này là giảm thiểu và bù đắp ảnh hưởng tiêu cực của hoạt động con người đối với môi trường lý sinh. Các vấn đề mà các nhà hoạt động môi trường quan tâm thường liên quan đến môi trường tự nhiên với những vấn đề quan trọng hơn là biến đổi khí hậu, sự tuyệt chủng của các loài sinh vật, ô nhiễm và vấn nạn chặt phá rừng già.
Một trong những nghiên cứu liên quan bao gồm sử dụng các thông tin Khoa học Địa lý để nghiên cứu môi trường lý sinh.
Lý sinh là một nghiên cứu đa ngành sử dụng các hệ thống thông tin thực tiễn, có sẵn từ lĩnh vực vật lý để nghiên cứu các hiện tượng sinh học. Phạm vi của nó từ cấp độ phân tử trở lên và hình thành các quần thể được ngăn cách bởi ranh giới địa lý.